# آصف خان

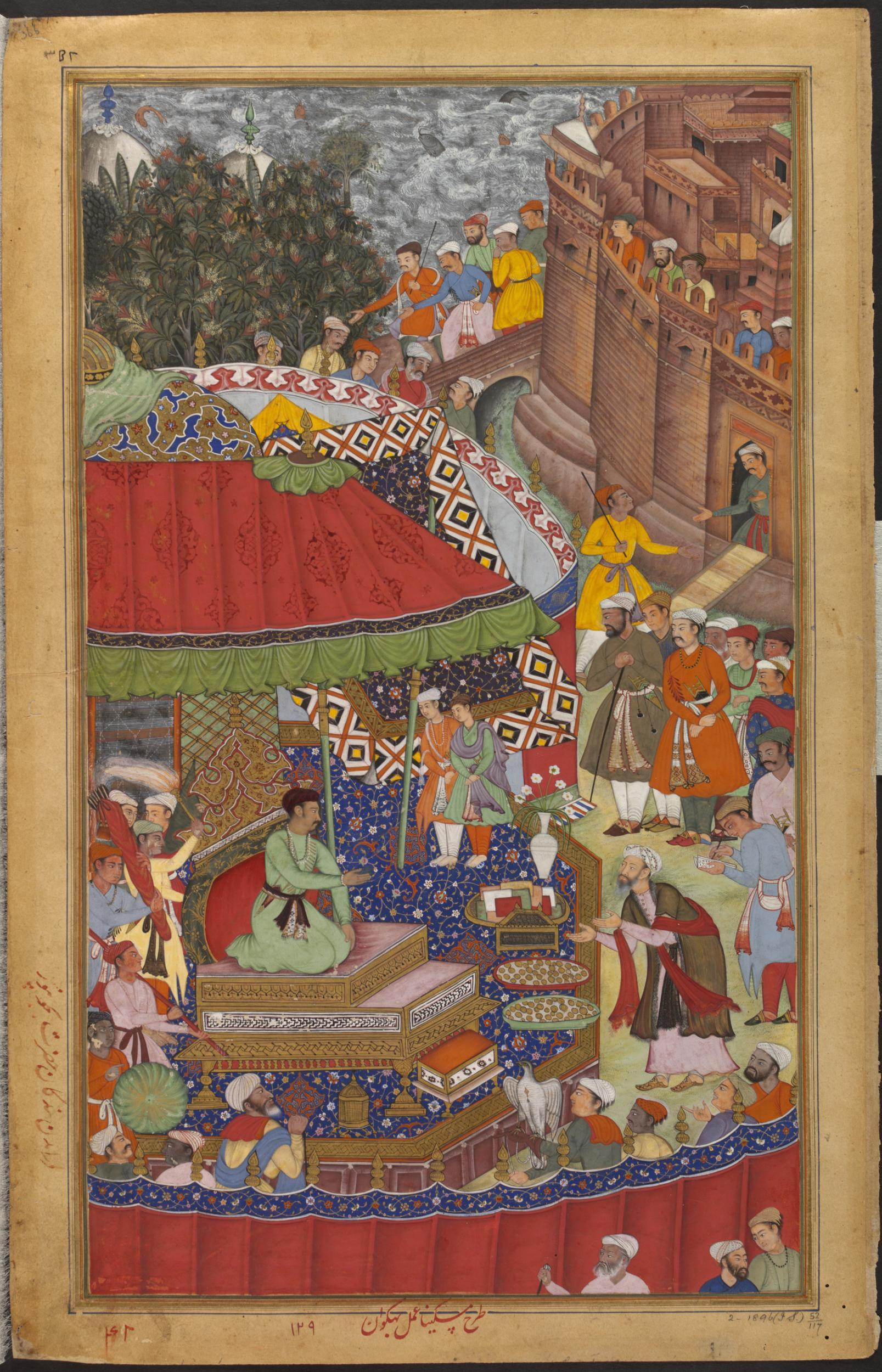
مینیاتوری که آصف خان را در حال تقدیم غنایم جنگی به اکبر کبیر نشان می‌دهد.

میرزا جعفر بن بدیع‌الزمان بن آقاملای دولت‌دار قزوینی، ملقب به قوام‌الدین و آصف‌خان (۹۵۸–۱۰۲۱ هجری قمری/۱۵۵۱–۱۶۱۲ میلادی) از سیاستمداران و ادیبان دربار گورکانیان در هند بود. او در زمان حکومت اکبر شاه به مناصب بسیاری گماشته شد؛ من‌جمله وزارت خزانه‌داری و ریاست دیوان کل، حکومت مناطق مختلف همچون کشمیر، الله‌آباد و بهار، منصب پنج هزاری و اتابیکی شاهزاده پرویز. آصف خان از پیروان دین الهی بود. او شاعری توانمند بود و به عنوان مورخ، در نوشتن تاریخ الفی دست داشت.